# Paradamaeus clavipes
Paradamaeus clavipes är en spindeldjursart som först beskrevs av Hermann 1804.  Paradamaeus clavipes ingår i släktet Paradamaeus, och familjen Damaeidae. Arten är reproducerande i Sverige.